# Classic Loire Atlantique 2021
La Classic Loire Atlantique 2021, ventunesima edizione della corsa, valida come evento dell'UCI Europe Tour 2021 categoria 1.1 e come tredicesimo evento della Coppa di Francia 2021, si svolse il 2 ottobre 2021 su un percorso di 182,8 km, con partenza e arrivo a La Haie-Fouassière, in Francia. La vittoria fu appannaggio del francese Alan Riou, il quale completò il percorso in 4h29'30", alla media di 40,698 km/h, precedendo i connazionali Valentin Madouas e Dorian Godon.
Sul traguardo di La Haie-Fouassière 35 ciclisti, su 134 partenti, portarono a termine la competizione.

## Squadre e corridori partecipanti
| N.    | Cod. | Squadra                  |
| ----- | ---- | ------------------------ |
| 1-7   | ACT  | AG2R Citroën Team        |
| 11-17 | GFC  | Groupama-FDJ             |
| 21-27 | COF  | Cofidis                  |
| 31-37 | IWG  | Intermarché-Wanty-Gobert |
| 41-47 | AFC  | Alpecin-Fenix            |
| 51-57 | SVB  | Sport Vlaanderen-Baloise |
| 61-67 | RLY  | Rally Cycling            |
| 71-77 | BBH  | Burgos-BH                |
| 81-87 | EKP  | Equipo Kern Pharma       |
| 91-97 | BBK  | B&B Hotels               |

| N.      | Cod. | Squadra                         |
| ------- | ---- | ------------------------------- |
| 101-107 | ARK  | Team Arkéa-Samsic               |
| 111-117 | TEN  | TotalEnergies                   |
| 121-127 | DEL  | Delko                           |
| 131-137 | AUB  | St Michel-Auber 93              |
| 141-147 | XRL  | Xelliss-Roubaix Lille Métropole |
| 151-157 | CDF  | Antarte-Feirense                |
| 161-167 | RIW  | Riwal Cycling Team              |
| 171-177 | NIP  | Team NIPPO-Provence-PTS Conti   |
| 181-187 | EVO  | EvoPro Racing                   |

## Ordine d'arrivo (Top 10)
| Pos. | Corridore          | Squadra       | Tempo    |
| ---- | ------------------ | ------------- | -------- |
| 1    | Alan Riou          | Arkéa         | 4h29'30" |
| 2    | Valentin Madouas   | Groupama      | s.t.     |
| 3    | Dorian Godon       | AG2R          | s.t.     |
| 4    | Miles Scotson      | Groupama      | s.t.     |
| 5    | Lilian Calmejane   | AG2R          | a 3"     |
| 6    | Pier-André Coté    | Rally Cycling | a 7"     |
| 7    | Mathieu Burgaudeau | Total         | a 9"     |
| 8    | Alexandre Delettre | Delko         | a 17"    |
| 9    | Anthony Delaplace  | Arkéa         | s.t.     |
| 10   | Ander Okamika      | Burgos-BH     | a 1'32"  |